# Château de la Marlière
Le château de la Marlière est une maison de maître aujourd’hui reconvertie en hôtel. Il est situé au 62-64 rue Théophile-Legrand sur la commune de Fourmies dans le département du Nord en France. Il est construit en 1841 par l’industriel Théophile Legrand.

## Historique

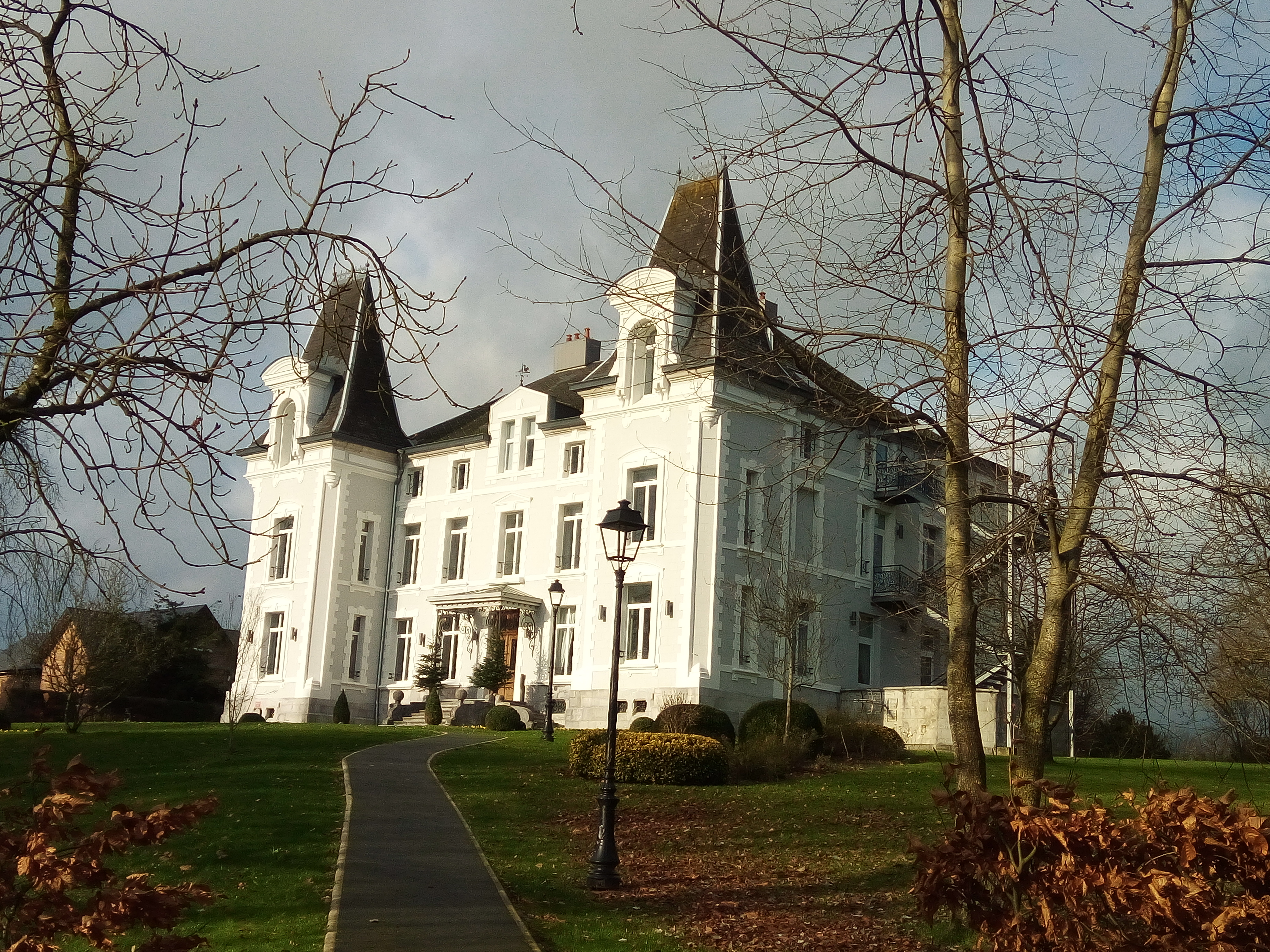
Château de la Marlière en janvier 2024.

Théophile Legrand est le premier à fonder en 1825 une filature de laine peignée à Fourmies. Il achète des terres vers 1927 au baron Salmon Roger dont notamment à la Marlière et dans la rue d’en haut[pas clair] (depuis la rue Théophile-Legrand). En 1841, il lance la construction de sa résidence et s’y installe l’année suivante. 
Le château est conservé par ses descendants pendant plus d’un siècle avec notamment le mariage des Boutard et des Mandron.
Les deux guerres mondiales mettent l’industrie de la laine à mal et le domaine est vendu en 1944. Il devient un pensionnat de la Congrégation des Filles de la Providence. En 1950, c’est l’école ménagère du Pensionnat Rural, sous l’égide des sœurs de Sainte-Thérèse d’Avesnes, qui s’installe dans les lieux jusqu’à sa fermeture au début des années 1980. À nouveau domaine privé, le château n’est pas entretenu jusqu’en 2002 lorsqu'une famille parisienne lance les travaux nécessaires à sa sauvegarde.
La maison de maître est rachetée en 2014 par Dominique et Christian Cambier, descendants directs de Théophile Legrand, pour un projet d’hôtel trois étoiles de 16 chambres.
En 2021 a lieu l’ouverture du restaurant La Filature, à l’endroit même où se trouvait l’usine textile au XIXe siècle,.
L’appellation « Marlière » signifie Marnière. En effet marle vient du nom Picard pour dire du marne.

## Description
La demeure est bâtie sur trois niveaux dans un style éclectique. La façade avec ses deux tours d’angles est d’inspiration Louis XIII.
La propriété est implantée au milieu d’un parc d’un hectare. Construite sur les hauteurs, elle domine la vallée de l’Helpe Mineure en contrebas où se trouve la principale usine familiale de Malakoff. L’ensemble était composé de 34 pièces au moment de sa construction.
Le bâtiment est construit en brique, pierre bleue et ciment. 